# Provinciedecreet
Het Provinciedecreet van 9 december 2005 is het decreet dat de werking van de vijf Vlaamse provincies regelt. Het werd in dezelfde periode als het gemeentedecreet ingevoerd en is ook inhoudelijk analoog opgesteld. Het decreet vervangt grotendeels de Provinciewet.
De verkiezing van de provincieraden wordt geregeld door het Lokaal en Provinciaal Kiesdecreet van 8 juli 2011.

## Achtergrond
De (nationale) Provinciewet dateert van 30 april 1836. Met de federalisering van België werd in eerste instantie de provincie Brabant gesplitst in 1995, waardoor het Brussels Gewest geen deel meer is van een provincie. Het Vlaams en Waals Gewest tellen sindsdien beide elk vijf provincies.
Sinds 1 januari 2002 zijn de gewesten ook bevoegd voor de organisatie van de lokale besturen, waaronder de provincies. Het Provinciedecreet geeft hier vorm aan wat betreft Vlaanderen, en ook in Wallonië is er het decreet van 12 februari 2004 tot organisatie van de Waalse provincies (décret organisant les provinces wallonnes) gekomen. Een aantal bepalingen van de Provinciewet blijven echter van kracht.

## Inhoud
- Titel I: Algemene bepalingen
- Titel II: Het provinciebestuur
  - De organisatie, werking en bevoegdheden van de provincieraad
  - De inrichting, werking en bevoegdheden van de deputatie
  - De benoeming en bevoegdheden van de provinciegouverneur
  - De arrondissementscommissarissen
  - Rechtspositie, tucht, aansprakelijkheid en de Mandatendatabank
  - De provinciale diensten: de provinciegriffier, de financieel beheerder en het managementteam
- Titel III: Personeel
- Titel IV:  Planning en financieel beheer
  - Strategische meerjarenplanning
  - Het budget
  - Uitvoering van het budget, budgethouderschap en beheer van de middelen.
- Titel V: Bepalingen over de werking van de provincie
  - Akten van de provincie
  - Wijze van berekening van termijnen
  - Afwijking van het domeinrecht
  - Aanstellen van landmeters-experten
  - Optreden in rechte
  - Deelname van de provincies aan rechtspersonen
  - Contracten tussen provincies
- Titel VI: Participatie van de burger
  - Klachtenbehandeling
  - Inspraak
  - Voorstellen van burgers
  - Verzoekschriften aan de organen van de provincie
  - De provinciale volksraadpleging
- Titel VII: De provinciale verzelfstandigde agentschappen
  - De provinciale intern verzelfstandigde agentschappen (IVA)
  - De provinciale extern verzelfstandigde agentschappen (EVA)
    - Het autonoom provinciebedrijf
    - Het provinciale extern verzelfstandigd agentschap in privaatrechtelijke vorm (EVA privaat)
- Titel VIII: Bestuurlijk toezicht en externe audit
  - Bestuurlijk toezicht
  - Externe audit
- Titel IX: Diverse bepalingen
  - Schrijfwijze van de naam van de provincie: bepaald door de Vlaamse Regering
  - Wijziging van grenzen
- Titel X: Slotbepalingen
  - Wijzigings- en opheffingsbepalingen, overgangsbepalingen en inwerkingtreding